# Luana Menegardo
Luana Sartório Menegardo (Rio Novo do Sul, 8 de setembro de 1998) é uma jogadora de futebol brasileira.
Foi campeão da Copa Libertadores da América de Futebol Feminino duas vezes pelo time Ferroviária.